# فلورانس بسکام
فلورانس بسکام (انگلیسی: Florence Bascom؛ ۱۴ ژوئیهٔ ۱۸۶۲ – ۱۸ ژوئن ۱۹۴۵) یک دانشمند در زمینه زمین‌شناسی اهل ایالات متحده آمریکا بود.
فلورانس آخرین فرزند خانواده ای 8 نفره بود.مادرش تدریس می کرد و پدرش رئیس دانشگاه ویسکانسین بود. در 15 سالگی وارد دانشگاه شد. او نخستین زن زمین‌شناس آمریکا بود.1